# سیستم پیشرفته بینایی پرواز

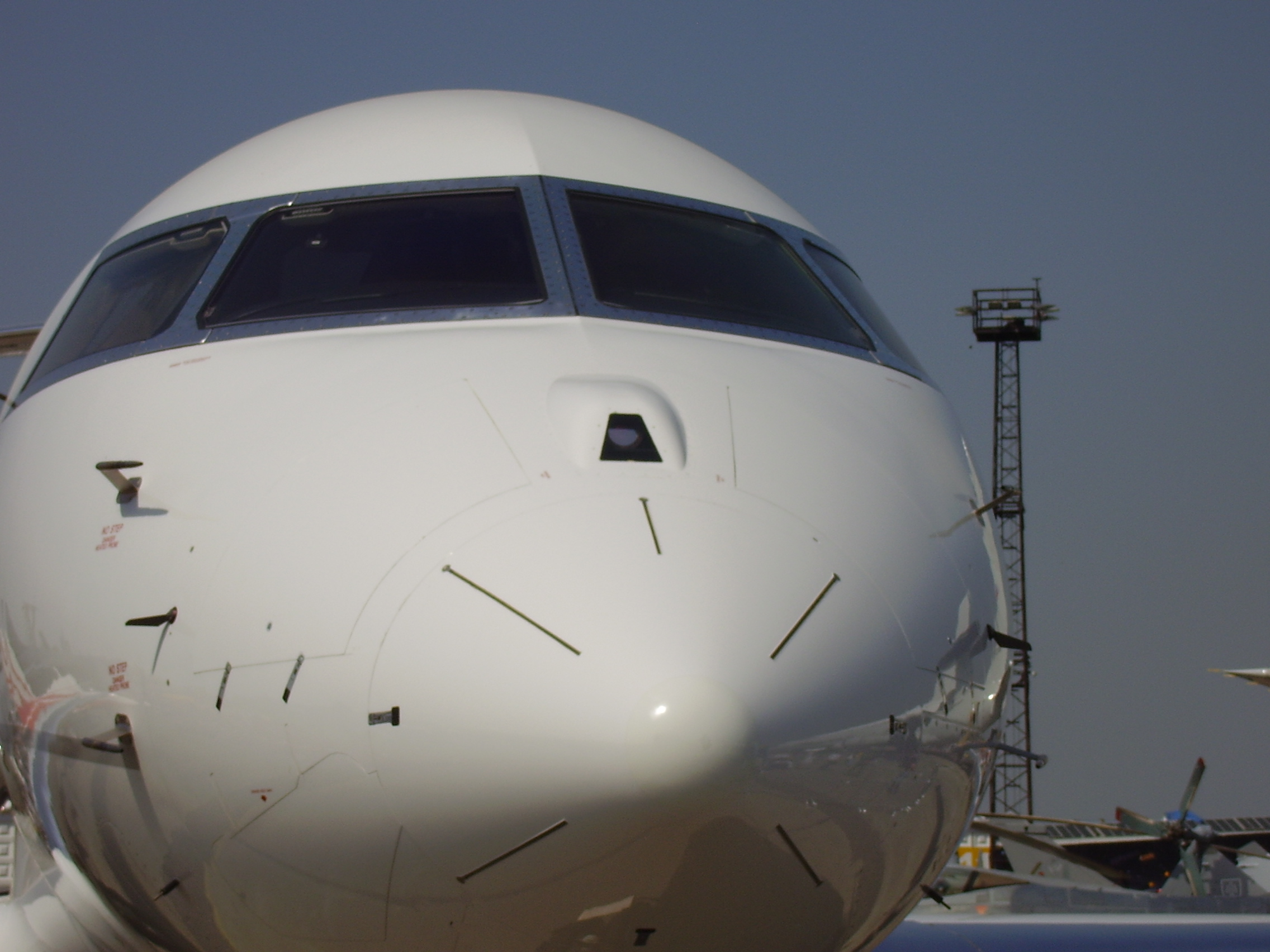
نمایی از دوربین EVS نصب شده بر روی دماغه Bombardier Global Express در نمایشگاه بین‌المللی هوا و فضای برلین ۲۰۱۸ (ILA)

سیستم پیشرفته بینایی پرواز (EFVS گاهی اوقات EVS) (انگلیسی: Enhanced flight vision system) فناوری است که تصویری با اطلاعات اضافی از محیط خارج هواپیما ارائه می‌دهد. این سیستم با کمک چند حسگر از جمله دوربین رنگی، دوربین مادون قرمز یا رادار، دیدی وسیع و بهتر از دید انسانی را برای خلبان هواپیما فراهم می‌کند. تصویر نهایی تهیه شده توسط EFVS می‌تواند بر روی نمایشگرهای اصلی کابین یا حتی نمایشگر بالای سر خلبان (HUD) قرار گیرد. این سیستم با ارائه اطلاعات مفید به خلبان، امکان پرواز در شرایط دید کم را فراهم می‌کند. قوانین نهایی استفاده از این سیستم در هواپیماهای غیرنظامی در سال ۲۰۱۷ توسط اداره فدرال هوانوردی ایالات متحده تدوین شد.